# Oleksiivka, Kuibîșeve
Oleksiivka (în ucraineană Олексіївка) este un sat în comuna Smîrnove din raionul Kuibîșeve, regiunea Zaporijjea, Ucraina.

## Demografie
Componența lingvistică a localității Oleksiivka
     Ucraineană (95,72%)
     Rusă (4,13%)
     Alte limbi (0,15%)
Conform recensământului din 2001, majoritatea populației localității Oleksiivka era vorbitoare de ucraineană (95,72%), existând în minoritate și vorbitori de rusă (4,13%).